# Dysonia melaleuca
Dysonia melaleuca är en insektsart som först beskrevs av Walker, F. 1869.  Dysonia melaleuca ingår i släktet Dysonia och familjen vårtbitare. Inga underarter finns listade i Catalogue of Life.